# Albert Blanc
Pour les articles homonymes, voir Albert Blanc (homonymie) et Blanc (homonymie).
Albert Blanc (en italien : Alberto Blanc), né le 10 novembre 1835 à Chambéry et mort le 31 mai 1904 à Turin, est ministre et sénateur du royaume d'Italie du XIXe siècle.

## Biographie

### Origines
Fils de Louis François et Mariette Cartannas, il a épousé Natalia (Natividad) Terry, dont un fils Gian Alberto (New York, 1879-Rome, 1966). Il naît le 10 novembre 1835 à Chambéry.
Par décret royal du 30 mars 1873, il reçoit le titre de baron.
En 1893, il achète un vignoble à Rome, sur la Via Nomentana, et fait rénover les bâtiments, créant ainsi ce qui deviendra la Villa Blanc (it), l'une des plus belles villas de Rome, située aujourd'hui dans le Municipio II de Rome.[réf. nécessaire]

### Carrière diplomatique
Envoyé en mission spéciale à Paris le 2 février 1860 par le comte de Cavour, il est nommé secrétaire surnuméraire de deuxième classe au ministère des Affaires étrangères le 24 octobre 1860, commençant ainsi une brillante carrière diplomatique.
En 1863, il est secrétaire spécial du ministre Emilio Visconti Venosta et, en 1864, chef de cabinet. Promu conseiller de légation en 1866, il participe aux négociations pour la conclusion de l'armistice avec l'empire d'Autriche le 8 juillet 1866.
Le 4 mai 1867, il est affecté à la conférence de Londres sur le différend franco-allemand au sujet du Luxembourg. Envoyé extraordinaire puis ministre plénipotentiaire de deuxième classe, il est nommé pour la première fois le 11 avril 1869 au poste de secrétaire général du ministère des Affaires étrangères, poste qu'il occupe jusqu'au 27 octobre 1870.
En septembre 1870, il est envoyé en mission spéciale au quartier général du général Raffaele Cadorna, afin d'élaborer une improbable solution diplomatique à la question romaine. Peu après, il est relevé de ses fonctions de secrétaire général et envoyé d'abord à Madrid, puis, en 1871, à Bruxelles. En 1874, il est plénipotentiaire au congrès pour la détermination des normes internationales en temps de guerre. En décembre 1875, il est transféré à Washington. Le 2 mars 1878, il est plénipotentiaire pour la convention consulaire avec les États-Unis pour les litiges en cours à la suite de l'insurrection de l'île de Cuba. En 1880, il est transféré à Munich.
Le 2 juin 1881, il est à nouveau nommé secrétaire général du ministère des Affaires étrangères, jusqu'au 4 janvier 1883, date à laquelle il est accusé de poursuivre des objectifs politiques en conflit avec ceux du ministre Pasquale Stanislao Mancini et démissionne de son poste.
Il est ensuite réaffecté à Madrid et, en 1886, il est choisi comme arbitre dans l'affaire de la capture du navire américain Masonic par l'Espagne. La même année, il est envoyé avec les lettres de créance d'ambassadeur à Constantinople et le 6 août 1888, il est plénipotentiaire pour la convention sur le libre usage du canal de Suez.

### Carrière politique
Le 21 novembre 1892, il est nommé sénateur du Royaume. Le 15 décembre 1893, il est choisi par Francesco Crispi comme ministre des Affaires étrangères dans son troisième gouvernement. Il occupe ce poste jusqu'au 10 mars 1896, date à laquelle l'ensemble du gouvernement est submergé par la crise Bataille d'Adoua.
Il succombe à une attaque cardiaque à Turin le 31 mai 1904[réf. nécessaire].

#### Postes mineurs
- Secrétaire de deuxième classe au ministère des Affaires étrangères (14 avril 1861)
- Secrétaire de première classe (17 septembre 1864)
- Conseiller de légation (20 mai 1866) à Vienne (13 août 1867-3 avril 1868).

#### Carrière
- Envoyé extraordinaire et ministre plénipotentiaire de 2e classe (11 avril 1869) à Madrid (27 octobre 1870), Bruxelles (12 juin 1871), Washington (3 octobre 1875), Munich (28 novembre 1880), Madrid (31 décembre 1883)
- Ambassadeur (27 décembre 1886-2 octobre 1891) à Constantinople (27 décembre 1886)

#### Fonctions et titres
- Secrétaire particulier au ministère des Affaires étrangères (28 juin 1863)
- Chef de cabinet au ministère des Affaires étrangères (14 octobre 1864)
- Secrétaire général du ministère des Affaires étrangères (11 avril 1869-27 octobre 1870), (2 juin 1881-4 janvier 1883)
- Membre honoraire de la Deputazione di storia patria per le Venezie (3 novembre 1895)
- Membre de la Société italienne de géographie (1869)

## Ouvrage
Il publie un  recueil intitulé Mémoires politiques et correspondance diplomatique de  Joseph de Maistre en 1858, paru à Paris à la Librairie nouvelle.

## Distinctions
- Ordre des Saints-Maurice-et-Lazare
  - Chevalier
  - Commandeur le 27 janvier 1867
  - Grand officier le 18 janvier 1880
  -  - Grand cordon le 2 octobre 1891
- Ordre de la Couronne d'Italie
  - Grand officier
  -  - Grand cordon